# فاليرا (فنزويلا)
فاليرا (بالاسبانية:Valera) هي مدينة فنزويلية تقع في ولاية تروخيو، وتقع بين نهري Momboy و Motatán .
رئيس البلدية الحالي هو خوسيه كاركوم،الذي كان يشغل هذا المنصب منذ عام 2013. المدينة هي موطن للمجتمعات الإيطالية والبرتغالية والصينية والكولومبية والإسبانية. كما أنها موطن لجامعة

## مصلات خارجية
- ا